# Slatina (Rumania)
Slatina es una ciudad con estatus de municipiu de Rumanía. Es la capital del distrito Olt.

## Historia
La ciudad de Slatina fue mencionada por primera vez el 20 de enero de 1368 en un documento oficial emitido por Vladislao I, príncipe de Valaquia. El documento declaró que los comerciantes de la ciudad transilvana de Braşov no deberían pasar la aduana hacia Slatina. La palabra Slatina es de origen eslavo, derivándose de Slam-tina, que puede significar "tierra salada" o "agua salada "; una pequeña minoría promueve la teoría de que el término se origina del latín "Salatina".

## Lugares de interés turístico
- El Muzeul Judeţean Olt, con una sección histórica que recoge piezas que datan del Paleolítico, y una sección dedicada al arte popular.
- La Iglesia Troiţei, el edificio más antiguo de la ciudad, construido en 1645 y reestructurado en 1729.
- La Catedral Ortodoxa de Slatina, construida en 1782 y que contiene pinturas de Gheorghe Tattarescu.
- El Bosque Srehareţ, parque natural con vistas a las orillas de un lago artificial en el que se encuentran dos ermitas: la Ermita de Srehareţ, construida entre 1664 y 1668 y restaurada en 1844, y la Ermita de Clocociov, mandada a construir por Mihai Viteazul, completamente reconstruida en 1645.
- El puente sobre el río Olt, construido entre 1888 y 1891, proyecto del ingeniero Alexandru Davidescu, primer puente fluvial de metal construido en Rumanía.